# Ernst Norlind
Ernst Ludvig Norlind, född 25 april 1877 i Vellinge församling, död 16 december 1952 på Borgeby slott i Lomma kommun, var en svensk konstnär och författare.

## Biografi
Norlind blev filosofie kandidat vid Lunds universitet 1898, övergick därefter till konststudier, som han bland annat bedrev i Dachau och Paris.
Norlind bosatte sig efter giftermålet med Hanna Larsdotter 1907 på det av hustrun ägda Borgeby slott i Skåne. Norlind arbetade i sitt konstnärskap främst med oljemåleri, ofta med landskapsmotiv från Skåne men var även skicklig med kolkrita och etsnål. Bland annat gjorde han omslagen till Anders Österlings första diktsamlingar. Norlind lade även fram en plan för Österling att ekonomiskt hjälpa Ola Hansson. Han är främst känd för sina storkmålningar, däribland den välkända reklamaffischen för Baltiska utställningen i Malmö 1914. 
Hans målningar var fram till omkring 1925 ofta mörka och dämpade i färgerna, men blev vid den tiden livligare och ljusare i färgerna. Vid denna tid började Norlind även intressera sig för figurer i sina landskapsmotiv och intresserade sig även för stilleben. Norlind finns representerad vid Nationalmuseum i Stockholm, Göteborgs konstmuseum och Kalmar konstmuseum.
Under sin tid på Borgeby slott gästades familjen Norlind av bland andra konstnären Axel Törneman, och poeten Rainer Maria Rilke, vilken skrev en dikt om sin vistelse där. Norlind tillägnas även en vers i Hjalmar Gullbergs och Bengt Hjelmqvists text till den av Edvard Persson framförda schlagern Skånska slott och herresäten. Norlind spelade också träskofiol och var vän med folkmusikupptecknaren Olof Andersson med vilken han spelade och uppträdde på föreläsningsaftnar.
Han debuterade litterärt med Dikter (1907) och därefter följde en omfattande skönlitterär produktion. Han var en nära vän till Anders Österling.
Han var son till kyrkoherden Lars Christenson och Johanna Norlind samt bror till musikforskaren Tobias Norlind och författaren Arnold Norlind och från 1907 gift med Hanna Larsdotter samt systerson till organisten Nils Peter Norlind.